# 四部曲
四部曲（英語：Tetralogy）是由四個不同的作品組成的創作，通常為文學或電影。

## 著名的四部曲

### 文學
- 理察·華格納的《尼伯龍根的指環》：《萊茵的黃金》、《女武神》、《齊格菲》、《諸神的黃昏》
- 勞倫斯·達雷爾的《亞歷山大四重奏（英语：The Alexandria Quartet）》：《賈斯汀（英语：Justine (Durrell novel)）》、《巴爾薩扎（英语：Balthazar (novel)）》、《芒特奧利夫（英语：Mountolive）》、《克莉（英语：Clea (novel)）》
- 三島由紀夫的《豐饒之海》：《春雪》、《奔馬》、《曉寺》、《天人五衰》
- 特倫斯·韓伯瑞·懷特的《永恆之王》：《石中劍》、《空暗女王（英语：The Queen of Air and Darkness）》、《殘缺騎士（英语：The Ill-Made Knight）》、《風中燭（英语：The Candle in the Wind）》

### 電影

#### 美國（荷里活）電影
- 《異形系列電影》：《異形》（1979年）、《異形2》（1986年）、《異形3》（1992年）、《異形4：浴火重生》（1997年）
- 《鼠來寶電影系列（英语：Alvin and the Chipmunks in film）》：《鼠來寶》（2007年）、《鼠來寶2》（2009年）、《鼠來寶3》（2011年）、《鼠來寶：鼠喉大作讚》（2015年）
- 《復仇者聯盟系列電影》：《復仇者聯盟》（2012年）、《復仇者聯盟2：奧創紀元》（2015年）、《復仇者聯盟3：無限之戰》（2018年）、《復仇者聯盟：終局之戰》（2019年）
- 《蝙蝠俠系列電影》：《蝙蝠俠》（1989年）、《蝙蝠俠大顯神威》（1992年）、《永遠的蝙蝠俠》（1995年）、《蝙蝠俠與羅賓》（1997年）
- 《龍族戰神系列電影（英语：The Crow (franchise)）》：《龍族戰神》（1994年）、《魔誡追緝令（英语：The Crow: City of Angels）》（1996年）、《鴉魔戰士（英语：The Crow: Salvation）》（2000年）、《龍族戰神：死神制裁（英语：The Crow: Wicked Prayer）》（2005年）
- 《尖叫旅社系列電影》：《尖叫旅社》（2012年）、《尖叫旅社2》（2015年）、《尖叫旅社3：怪獸假期》（2018年）、《尖叫旅社4》（2021年）
- 《飢餓遊戲系列電影》：《飢餓遊戲》（2012年）、《飢餓遊戲：星火燎原》（2013年）、《飢餓遊戲：自由幻夢Ⅰ》（2014年）、《飢餓遊戲：自由幻夢 終結戰》（2015年）
- 《印第安納瓊斯系列電影》：《法櫃奇兵》（1981年）、《魔域奇兵》（1984年）、《聖戰奇兵》（1989年）、《印第安納瓊斯：水晶骷髏王國》（2008年）
- 《陰兒房系列電影》：《陰兒房》（2010年）、《陰兒房第2章：陰魂守舍》（2013年）、《陰兒房第3章：從靈開始》（2015年）、《陰兒房第4章：鎖命亡靈》（2018年）
- 《大白鯊系列電影（英语：Jaws (franchise)）》：《大白鯊》（1975年）、《大白鯊2：神出鬼沒》（1978年）、《大白鯊3：一柱擎天》（1983年）、《大白鯊4：驚海尋仇》（1987年）
- 《捍衛任務系列電影》：《捍衛任務》（2014年）、《捍衛任務2：殺神回歸》（2017年）、《捍衛任務3：全面開戰》（2019年）、《捍衛任務4》（2022年）
- 《駭客任務系列電影》：《駭客任務》（1999年）、《駭客任務2：重裝上陣》（2003年）、《駭客任務完結篇：最後戰役》（2003年）、《駭客任務4》（2021年）
- 《MIB星際戰警系列電影（英语：Men in Black (film series)）》：《MIB星際戰警》（1997年）、《MIB星際戰警2》（2002年）、《MIB星際戰警3》（2012年）、《MIB星際戰警：跨國行動》（2019年）
- 《怪獸宇宙》：《哥吉拉》（2014年）、《金剛：骷髏島》（2017年）、《哥吉拉 II 怪獸之王》（2019年）、《哥吉拉大戰金剛》（2021年）
- 《終極戰士系列電影（英语：Predator (franchise)）》：《終極戰士》（1987年）、《終極戰士2》（1990年）、《終極戰士團》（2010年）、《終極戰士：掠奪者》（2018年）
- 《小鬼大間諜系列電影（英语：Spy Kids）》：《小鬼大間諜》（2001年）、《小鬼大間諜2：惡夢島（英语：Spy Kids 2: The Island of Lost Dreams）》（2002年）、《小鬼大間諜3（英语：Spy Kids 3-D: Game Over）》（2003年）、《3D小鬼大間諜（英语：Spy Kids: All the Time in the World）》（2011年）
- 《雷神索爾系列電影》：《雷神索爾》（2011年）、《雷神索爾2：黑暗世界》（2013年）、《雷神索爾3：諸神黃昏》（2017年）、《雷神索爾：愛與雷霆》（2022年）
- 《超越終結者》：《超越終結者》(1992年)、《挑戰未來2：星雲》(1995年)、《挑戰未來3：殘酷獵殺》(1996年)、《挑戰未來4：死亡天使》(1999年)

電腦動畫電影
- 《玩具總動員系列電影》：《玩具總動員》（1995年）、《玩具總動員2》（1999年）、《玩具總動員3》（2010年）、《玩具總動員4》（2019年）
- 《史瑞克系列電影》：《史瑞克》（2001年）、《史瑞克2》（2004年）、《史瑞克三世》（2007年）、《史瑞克快樂4神仙》（2010年）
- 《功夫熊猫》：《功夫熊猫》（2008年）、《功夫熊猫2》（2011年）、《功夫熊猫3》（2016年）、《功夫熊猫4》（2024年）

#### 澳大利亞電影
- 《衝鋒飛車隊系列電影》：《迷霧追魂手》（1979年）、《衝鋒飛車隊》（1981年）、《衝鋒飛車隊續集》（1985年）、《瘋狂麥斯：憤怒道》（2015年）

#### 西班牙電影
- 《錄到鬼系列電影（英语：Rec (film series)）》：《錄到鬼》（2007年）、《錄到鬼2：屍控》（2009年）、《錄到鬼3：姻屍錄》（2012年）、《錄到鬼4：末世錄》（2014年）

#### 香港電影
- 唐滌生於1950年代為仙鳳鳴劇團編撰的「皇朝興亡四部曲」――《 紫釵記》、《蝶影紅梨記》、《再世紅梅記》、《帝女花》[1]
- 《表姐，妳好嘢！》：《表姐，妳好嘢！》、《表姐，妳好嘢！續集》、《表姐，妳好嘢！3之大人駕到》、《表姐，妳好嘢！4之情不自禁》
- 《省港旗兵》：《省港旗兵》、《省港旗兵2》、《省港旗兵3》、《省港旗兵4：地下通道》
- 由杜琪峯執導，劉德華、鄭秀文合演情侶的愛情四部曲：《孤男寡女》、《瘦身男女》、《龍鳳鬥》、《盲探》
- 由葉念琛執導，方力申、鄧麗欣合演情侶的愛情四部曲：《獨家試愛》、《十分愛》、《我的最愛》、《紀念日》
- 《葉問系列電影》：《葉問》（2008年）、《葉問2》（2010年）、《葉問3》（2015年）、《葉問4：完結篇》（2019年）
- 林正英主演：《殭屍先生》(1985年) 、《殭屍家族》(1986年) 、《靈幻先生》(1987年) 、《一眉道人》(1989年)

#### 中國大陸電影
- 《小时代系列电影》：《小时代》、《小时代：青木时代》、《小时代：刺金时代》 、《小时代：灵魂尽头》

### 電視劇
- 《法證先鋒系列》：《法證先鋒》、《法證先鋒II》、《法證先鋒III》、《法證先鋒IV》
- 《刑事偵緝檔案系列》：《刑事偵緝檔案》、《刑事偵緝檔案II》、《刑事偵緝檔案III》、《刑事偵緝檔案IV》
- 《勝者為王》：《勝者為王》、《勝者為王II天下無敵》、《勝者為王III王者之戰》、《勝者為王IV爭霸》

### 動畫

#### 電視動畫
- 《魔神英雄傳》：《魔神英雄傳》、《魔神英雄傳2》、《超魔神英雄傳》、《魔神英雄傳 七魂的龍神丸》

#### 動畫電影
- 《福音戰士新劇場版》：《福音戰士新劇場版：序》（2007年）、《福音戰士新劇場版：破》（2009年）、《福音戰士新劇場版：Q》（2012年）、《新·福音戰士劇場版𝄇》（2021年）

### 遊戲
- 《死亡復甦系列》：《死亡復甦》（2006年）、《死亡復甦2》（2010年）、《死亡復甦3（英语：Dead Rising 3）》（2013年）、《死亡復甦4（英语：Dead Rising 4）》（2016年）
- 《銀河戰士Prime》：《銀河戰士Prime》（2002年）、《銀河戰士Prime 2 黑暗回音》（2004年）、《銀河戰士 Prime 3 墮落（英语：Metroid Prime 3: Corruption）》（2007年）、《銀河戰士 Prime 4》（待定）
- 《黑街聖徒系列》：《黑街聖徒》（2006年）、《黑街聖徒2》（2008年）、《黑街聖徒3》（2011年）、《黑街聖徒IV》（2013年）
- 《洛克人零系列》：《洛克人零（英语：Mega Man Zero (video game)）》（2002年）、《洛克人零2（英语：Mega Man Zero 2）》（2003年）、《洛克人零3（英语：Mega Man Zero 3）》（2004年）、《洛克人零4（英语：Mega Man Zero 4）》（2005年）
- 《秘境探險系列》：《秘境探險：黃金城秘寶》（2007年）、《秘境探險2：盜亦有道》（2009年）、《秘境探險3：德瑞克的騙局》（2011年）、《秘境探險4：盜賊末路》（2016年）